# Jan Heemskerk
Jan Heemskerk, född 30 juli 1818 i Amsterdam, död 9 oktober 1897 i Haag, var en nederländsk politiker. Han var far till Theo Heemskerk.
Heemskerk blev 1839 juris doktor, var sedan advokat i Amsterdam, blev 1859 ledamot av Generalstaternas andra kammare, blev där snart det konservativa partiets ledare, var inrikesminister 1866-68 i Julius van Zuylen van Nijevelts ministär samt ministerpresident och inrikesminister 1874-77 och 1883-88. Åren 1879-83 och från 1888 var han ledamot av statsrådet. 
Heemskerk genomförde 1887 en grundlagsrevision med rätt vittgående rösträttsutvidgning, men motsatte sig yrkandena på allmän rösträtt. Han författade De praktijk onzer grondwet (två band, 1881).